# Emilija Podrug
Emilija Podrug je hrvatska košarkašica, članica hrvatske košarkaške reprezentacije. Članica je francuskog Villeneuvea.

## Karijera
Bila je sudionicom kvalifikacijskog ciklusa za EP 1999. godine.
Osvojila je zlato na Mediteranskim igrama 1997. i 2001. godine.
Na MI 2005. u španjolskoj Almeriji osvojila je srebro.
Sudjelovala je na završnom turniru europskog prvenstva 2007. godine.
2008. je bila u skupini igračica koje su izborniku Nenadu Amanoviću otkazale poziv za pripreme za EP 2009. godine.